# Илялетдинов, Хабиб Хасибович
Илялетдинов Хабиб Хасибович (род. 1 января 1965, Москва) — советский и российский футболист, ныне тренер.

## Биография
Выступал на позиции полузащитника. Начинал карьеру в московском ФШМ. В 1991 вместе с «Ротором» вышел в высшую лигу СССР, выиграв первую лигу. До 2013 года вёл в московской школе секцию футбола. До 2013 года являлся тренером детской команды (2003 г.р) СДЮШ «Молния». С 2006 и 11 сентября 2013 года начальник команды мини-футбольного клуба «Спартак» Москва. Футболист сборной ветеранов московского «Локомотива». С 2017 года заместитель директора по спортивной работе «Локомотив-Казанка», отделение Перово.

## Семья
Женат. Сын — Равиль, дочь — Джамиля. Есть внучка.

## Достижения
- Финалист Кубка СССР: 1990
- Победитель первой лиги СССР: 1991